# Mol·lusc contagiós
El mol·lusc contagiós (MC) és una infecció vírica de la pell o, més rarament, de les membranes mucoses.

## Etiopatogènesi
És causada per un poxvirus d'ADN bicatenari (grup I de la classificació de Baltimore), el qual té dos tipus diferents de partícules infeccioses, anomenat el virus del mol·lusc contagiós (VMC). El VMC no té reservori animal, infecta només els humans i no té res a veure amb els mol·luscs. És un virus de morfologia esfèrica o oval i 0,4 micres de dimensió màxima. Hi ha quatre tipus de VMC, VMC-1 a 4, i múltiples subtipus genotípics. VMC-1 és el tipus més freqüent i VMC-2 s'observa generalment en els adults, els quals amb freqüència s'infecten per transmissió sexual. Als Estats Units el VMC-1 i les seves variants causen un 98 per cent dels casos, el VMC-2 un 2 per cent i els VMC-3 i VMC-4 es veuen molt poques vegades. VMC-2 i VMC-3 són prevalents a Europa i a Austràlia. En malalts de l'Índia amb infecció pel VIH, el VMC-2 és el tipus més habitual. Aquesta malaltia vírica comuna té més incidència en els nens, predominantment en els de dos a cinc anys, els adults sexualment actius i els individus que són immunodeficients. Pot aparèixer en el context d'una síndrome de Job o d'una immunodeficiència combinada de Cernunnos per alteració en el gen NHEJ1. El MC es transmet per contacte directe de persona a persona o a través d'elements compartits, com ara estris de depilació, roba, maquinetes d'afaitar, joguets o tovalloles. El contacte íntim familiar ocasiona un 35 per cent de les infeccions per MC. També s'ha descrit la seva transmissió vertical. Rarament, l'origen de la infecció són agulles per fer tatuatges contaminades pel virus. Les dades epidemiològiques suggereixen una clara associació entre l'assistència a piscines públiques i el mol·lusc. L'aigua clorada provoca alteració de la barrera cutània i facilita el contagi, però no s'ha pogut demostrar que l'aigua sigui un element que participi en la seva transmissió. En algunes ocasions, el MC apareix sobre zones cutànies amb una dermatofitosi superficial prèvia.

## Simptomatologia
El MC pot afectar qualsevol zona de la pell, però és més comú en el tronc del cos, els braços, les aixelles i les cames. Quan la infecció s'ha adquirit per via sexual, les seves lesions es veuen principalment en la zona anogenital, l'abdomen i la cara interna de les cuixes. Escasses vegades aquesta malaltia apareix a la parpella, al cuir cabellut, a la cèrvix uterina, a la còrnia, al mugró, a la cavitat oral, al palmell de la mà, a la planta del peu, a la cara, al coll, o a sota de les ungles. Una localització infreqüent que té diverses manifestacions clíniques és la periocular. S'ha publicat algun cas de desenvolupament de MC sobre un nevus melanocític en una persona gran, de coexistència de MC palpebral i conjuntivitis crònica unilateral i de concurrència de MC i sarcoma de Kaposi en el mateix lloc del cos d'un malalt amb infecció pel VIH i sida. En persones amb sida de llarga durada i sense tractament antiretroviral, arribar a un diagnòstic de certesa del MC pot ser un procés complicat. El diagnòstic diferencial del MC inclou l'acantoma epidermolític, el liomioma cutani, la berruga plantar o el triquilemoma desmoplàstic (un tumor benigne de la beina externa del fol·licle pilós).
En l'exploració física del MC s'observen lesions cutànies papulars, dures, de diàmetre inferior a 0,5 cm i coloració rosada o vermellosa, amb aspecte de cúpula i que sovint tenen una fenedura central. Quan són facials, nombroses i confluents poden causar una desfiguració greu en persones immunodeprimides, encara que aquestes responguin bé a la medicació prescrita segons el grau i les característiques particulars de la seva immunodeficiència. No és rara la presència d'una erupció èczematosa al voltant de les lesions. Histopatològicament, les pàpules estan formades per lòbuls de epiteli escatós hiperplàsic superficial que s'estenen cap a la dermis subjacent. És característica la presència en aquests de cèl·lules amb cossos d'inclusió eosinofílics a l'interior del seu citoplasma, anomenats cossos d'Henderson-Paterson, els quals contenen milers de virions. De vegades, l'aspecte microscòpic de les lesions de la histiocitosi de cèl·lules de Langerhans és molt similar al que tenen les del MC i cal usar la reacció en cadena de la polimerasa per obtenir un diagnòstic correcte. La malaltia pot desencadenar o agreujar una dermatitis atòpica. Inusualment, una lesió gegant i aïllada de MC es pot confondre de visu amb un quist epidermoide o amb un pilomatrixoma (una neoplàsia benigna cutània). Hi ha casos de mol·lusc contagiós que presenten en el centre de la pàpula una projecció hiperqueratòsica semblant a una banya. És poc freqüent que un MC sorgeixi en un nounat, evolucioni cap a la formació d'una úlcera cutània, d'un eritema anular centrífug o que tingui uns trets histològics suggestius de limfoma cutani anaplàstic de cèl·lules grans. En alguns nens, el curs habitual del MC es pot complicar si es presenta una singular reacció inflamatòria greu semblant a la síndrome de Gianotti-Crosti. És molt rar que el MC aparegui com un nòdul cutani solitarí i crostós, fet que dificulta la seva diagnosi clínica, que la disseminació de les seves lesions corporals tingui una aparença quasi idèntica a la de l'herpes zòster en una persona jove sense dèficits immunitaris, que es desenvolupi com a resultat d'un tractament contra l'artritis reumatoide o que cursi amb un abscés periorbitari en un nen immunocompetent.

## Tractament
Moltes vegades, aquesta afecció és autolimitada i desapareix mesos o anys després del seu inici. Segons la gravetat del procés infecciós, el curs que segueixi, l'edat i les característiques individuals del pacient, pot estar indicat el tractament amb povidona iodada diluïda, cidofovir, aciclovir oral, dupilumab, imiquimod (un immunomodulador que cal emprar amb precaució quan s'empra en zones mucoses afectades pel MC o a prop d'elles) cantaridina tòpica, àcid glicòlic en solució tòpica al 20 per cent, àcid tricloroacètic diluït al 35 per cent aplicat tòpicament, hidròxid de potassi tòpic, imiquimod tòpic en nens VIH positius, difenciprona tòpica, berdazimer sòdic (un compost químic que allibera òxid nítric de manera controlada i segura) en gel, 5-fluorouracil intralesional, solució d'hidròxid de potassi al 10 per cent intralesional, adapalé tòpic (un retinoide de tercera generació), paclitaxel, solució d'hidròxid de potassi al 20 per cent administrada per injecció endovenosa o no o isotretinoïna oral. S'ha demostrat experimentalment que les nanopartícules d'òxid de zinc inhibeixen, amb una citotoxicitat molt baixa, la replicació del virus del MC en cèl·lules cultivades. En nens, l'ús de cantaridina pot causar el desenvolupament temporal d'un liquen pla pemfigoide. El curetatge dermatològic no sempre és un procediment efectiu, sobretot quan la infecció està localitzada predominantment al tronc. En certs casos, és recomanable la pràctica de d'una criocirurgia cutània o l'ús d'un làser de colorant polsat per eliminar lesions que no responen al tractament amb altres mètodes. Rares vegades, els antiretrovirals provoquen en els malalts VIH positius una síndrome de reconstitució immunitària que empitjora molt el curs d'un MC preexistent.